# 佐伯忠彦
佐伯 忠彦（さえき ただひこ、1968年1月17日 - ）は、日本の元オートレース選手。東京都出身。22期。伊勢崎オートレース場所属。
呼名は「テイエムオペラ/ガイセンモン」

## 略歴
- 1991年6月28日選手登録。伊勢崎オートレース場所属の同期には高橋貢、矢野義幸、中村浩章がいた。
  - 伊勢崎オートレース場において22期連続第1位の地位にいる同期の高橋とは対照的に、平成20年後期全国ランキングでは公傷・公傷以外の選手を除いては全国最下位の地位に甘んじていた。従って彼がレースに出走する際は、大抵第１〜第3レースというかなり早い時間帯のレースに組まれていた。当然の如く、ハンデは最も軽い0m（一番前のスタートライン）に配置され、車番は8番車となるのが慣例となっていた（ただし同ハンデ選手がいる場合はその人数分内枠）また、直線でも足をついたままでやや上向いた独特のフォームが特徴であった。
- 通算勝利数は91勝、区切りの100勝まであと9勝と迫っていたが、記録達成することは出来なかった。また2着は98回、3着133回であった。
  - 2008年12月7日の伊勢崎オートレース場第2レースにおいて3着に健闘し、およそ2年ぶりに車券にからんだ。3連単は2連単が人気サイドで決まったにもかかわらず13万車券となった。
- 趣味はドライブである。
- 新人選手である30期生が2009年1月よりデビューし人員が余剰となるため新陳代謝制度（成績下位者の選手登録を強制的に消除する制度）による登録消除が決定。2009年度前期適用ランク（4月1日から）からランク除外。それ故、インターネット掲示板2ちゃんねるオートレース板では、同じく全国ランキング下位の猪股忠、福澤清三（いずれも伊勢崎オートレース場所属）と合わせてだんご3兄弟と称されていた（0ハンが3人なのでだんご3兄弟）。
  - 2chオートレース板では「佐伯先生、引退レースに行くよ！」などの書き込みが多く、いかに愛されている選手だというのが見て取れる。引退レースは3月27日の伊勢崎オートレース場で行われた。
- 2009年3月27日普通開催デイリースポーツ杯争奪戦。1R一般戦2着をもって現役を引退。
  - 一番人気になった引退レースでは、道中、野沢守弘に捌かれたものの、師匠の江川重文、新人の林稔哲を見事に抑えて2着になった。